# هیستروتومی
هیستروتومی (به انگلیسی: Hysterotomy) نام عمل جراحی برش رحم می‌باشد. به‌طور رایج این عمل جراحی با یک لاپاراتومی و در طول سزارین به انجام می‌رسد.